# إد ستيوارت
إد ستيوارت (بالإنجليزية: Ed Stewart)‏ هو لاعب كرة قدم أمريكية أمريكي، ولد في 2 مارس 1972.

## وصلات خارجية
- إد ستيوارت على موقع JustSportsStats.com (الإنجليزية)
- إد ستيوارت على موقع كلية كرة القدم في سبورتس رفرنس.كوم (الإنجليزية)